# 月山 (宮古市)
月山（がっさん）は、岩手県宮古市にある標高455.9mの山である。
宮古湾東部の重茂半島にある。山頂には、宮古テレビ・FM中継局が設置されており、岩手県沿岸北部地域南部へ電波を発射している。AMラジオの宮古中継局については、宮古ラジオ中継局を参照のこと。また、2013年8月26日に開局した宮古エフエム放送の送信所についても記述する。

## 当山にある施設
- 月山神社
- 宮古テレビ・FM中継局（下記で詳述）
- 岩手県北自動車 業務無線中継局

## 宮古テレビ・FM中継局

### 地上デジタルテレビジョン放送
| リモコン キーID | 放送局名               | チャンネル 番号 | 空中線 電力 | ERP | 放送対象地域 | 放送区域 内世帯数 | 運用開始日      |
| --------------- | ---------------------- | --------------- | ----------- | --- | ------------ | ----------------- | --------------- |
| 1               | NHK 盛岡総合           | 14              | 20W         | 60W | 岩手県       | 約19,100世帯      | 2008年 11月10日 |
| 2               | NHK 盛岡教育           | 13              | 20W         | 59W | 全国         | 約19,100世帯      | 2008年 11月10日 |
| 4               | TVI テレビ岩手         | 17              | 20W         | 60W | 岩手県       | 約19,100世帯      | 2008年 11月10日 |
| 5               | IAT 岩手朝日テレビ     | 18              | 20W         | 59W | 岩手県       | 約19,100世帯      | 2008年 11月10日 |
| 6               | IBC 岩手放送           | 15              | 20W         | 59W | 岩手県       | 約19,100世帯      | 2008年 11月10日 |
| 8               | mit 岩手めんこいテレビ | 16              | 20W         | 59W | 岩手県       | 約19,100世帯      | 2008年 11月10日 |

- デジタルテレビ中継局は、2008年8月20日から試験放送開始、11月6日に本免許交付、11月10日本放送開始。
- 放送エリアは、宮古市と下閉伊郡山田町（各一部地域除く）。

### 地上アナログテレビジョン放送
| チャンネル 番号 | 放送局名               | 空中線 電力        | ERP                | 放送対象地域 | 放送区域 内世帯数 | 運用開始日     |
| --------------- | ---------------------- | ------------------ | ------------------ | ------------ | ----------------- | -------------- |
| 4               | NHK 盛岡総合           | 映像75W /音声18.5W | 映像140W /音声34W  | 岩手県       | 20,623世帯        | 1961年 2月1日  |
| 6               | IBC 岩手放送           | 映像100W /音声25W  | 映像185W /音声47W  | 岩手県       | 19,450世帯        | 1964年 8月1日  |
| 8               | NHK 盛岡教育           | 映像75W /音声18.5W | 映像135W /音声34W  | 全国         | 20,623世帯        | 1962年 6月1日  |
| 40              | TVI テレビ岩手         | 映像100W /音声25W  | 映像630W /音声155W | 岩手県       | 20,394世帯        | 1970年 10月1日 |
| 42              | mit 岩手めんこいテレビ | 映像100W /音声25W  | 映像720W /音声180W | 岩手県       | 20,394世帯        | 1991年 4月1日  |
| 44              | IAT 岩手朝日テレビ     | 映像100W /音声25W  | 映像720W /音声180W | 岩手県       | 20,164世帯        | 1996年 10月1日 |

- 2011年7月24日で廃局となる予定だったが、東日本大震災発生を受け、アナログ放送終了が2012年3月31日まで延期された。

### FMラジオ放送
| 周波数 （MHz） | 放送局名         | コールサイン                  | 空中線 電力 | ERP   | 放送対象地域 | 放送区域 内世帯数    | 開局日          |
| -------------- | ---------------- | ----------------------------- | ----------- | ----- | ------------ | -------------------- | --------------- |
| 82.6           | 宮古エフエム放送 | JOZZ2BI-FM （みやこエフエム） | 20W         | 42.8W | 宮古市       | 本送信所単独では不明 | 2013年 8月26日  |
| 83.5           | NHK 盛岡FM       | なし （中継局）               | 100W        | 115W  | 岩手県       | 18,945世帯           | 1969年 3月1日   |
| 87.2           | IBC 岩手放送     | なし （中継局）               | 100W        | 60W   | 岩手県       | 18,546世帯           | 2022年 12月23日 |
| 89.3           | FMI エフエム岩手 | なし （中継局）               | 100W        | 115W  | 岩手県       | 18,945世帯           | 1985年 10月1日  |

### 置局住所
中継局置局住所は、宮古市重茂第30地割字追切。